# Az Amerikai Egyesült Államok az 1948. évi téli olimpiai játékokon
Az Amerikai Egyesült Államok a svájci St. Moritzban megrendezett 1948. évi téli olimpiai játékok egyik részt vevő nemzete volt. Az országot az olimpián 9 sportágban 69 sportoló képviselte, akik összesen 9 érmet szereztek.

## Érmesek
| Érem  | Versenyző                                                  | Sportág        | Versenyszám    |
| ----- | ---------------------------------------------------------- | -------------- | -------------- |
| Arany | Gretchen Fraser                                            | Alpesisí       | Női műlesiklás |
| Arany | William D'Amico Patrick Martin Edward Rimkus Francis Tyler | Bob            | Férfi négyes   |
| Arany | Dick Button                                                | Műkorcsolya    | Férfi egyéni   |
| Ezüst | Gretchen Fraser                                            | Alpesisí       | Női összetett  |
| Ezüst | Ken Bartholomew                                            | Gyorskorcsolya | Férfi 500 m    |
| Ezüst | Bobby Fitzgerald                                           | Gyorskorcsolya | Férfi 500 m    |
| Ezüst | John Heaton                                                | Szkeleton      | Férfi          |
| Bronz | Schuyler Carron Frederick Fortune                          | Bob            | Férfi kettes   |
| Bronz | James Bickford Donald Dupree William Dupree Thomas Hicks   | Bob            | Férfi négyes   |

## Alpesisí
Férfi
| Versenyző      | Versenyszám | 1. futam | 1. futam | 2. futam | 2. futam | Összesítés | Összesítés |
| Versenyző      | Versenyszám | Idő      | Hely.    | Idő      | Hely.    | Idő        | Helyezés   |
| -------------- | ----------- | -------- | -------- | -------- | -------- | ---------- | ---------- |
| Bob Blatt, Jr. | Lesiklás    |          |          |          |          | 3:27,4     | 44.        |
| Dev Jennings   | Lesiklás    |          |          |          |          | 3:28,2     | 45.        |
| Steve Knowlton | Lesiklás    |          |          |          |          | 3:26,2     | 43.        |
| Steve Knowlton | Műlesiklás  | 1:12,9   | 16.      | 1:07,6   | 17.*     | 2:20,5     | 16.        |
| Barney McLean  | Lesiklás    |          |          |          |          | 3:30,1     | 47.        |
| Barney McLean  | Műlesiklás  | 1:20,5   | 30.      | 1:07,6   | 17.*     | 2:28,1     | 24.        |
| Dick Movitz    | Lesiklás    |          |          |          |          | 3:25,2     | 42.        |
| Jack Reddish   | Lesiklás    |          |          |          |          | 3:12,3     | 26.        |
| Jack Reddish   | Műlesiklás  | 1:11,0   | 10.      | 1:04,5   | 5.       | 2:15,5     | 7.         |
| Colin Stewart  | Műlesiklás  | 1:15,3   | 23.      | 1:08,8   | 21.      | 2:24,1     | 20.        |

| Versenyző      | Versenyszám | Lesiklás | Lesiklás | Lesiklás | Műlesiklás | Műlesiklás | Műlesiklás | Műlesiklás | Műlesiklás | Műlesiklás | Műlesiklás | Összesítés | Összesítés |
| Versenyző      | Versenyszám | Lesiklás | Lesiklás | Lesiklás | 1. futam   | 1. futam   | 2. futam   | 2. futam   | Össz.      | Össz.      | Össz.      | Összesítés | Összesítés |
| Versenyző      | Versenyszám | Idő      | Pont     | Hely.    | Idő        | Hely.      | Idő        | Hely.      | Idő        | Pont       | Hely.      | Pont       | Helyezés   |
| -------------- | ----------- | -------- | -------- | -------- | ---------- | ---------- | ---------- | ---------- | ---------- | ---------- | ---------- | ---------- | ---------- |
| Bob Blatt, Jr. | Összetett   | 3:27,4   | 18,09    | 32.      | 1:15,6     | 14.        | 1:21,4     | 42.*       | 2:37,0     | 9,74       | 23.*       | 27,83      | 29.        |
| Steve Knowlton | Összetett   | 3:26,2   | 17,32    | 31.      | 1:15,5     | 13.        | 1:14,0     | 23.        | 2:29,5     | 6,43       | 17.        | 23,75      | 25.        |
| Barney McLean  | Összetett   | 3:30,1   | 19,42    | 34.      | 1:16,4     | 16.*       | 1:11,5     | 16.*       | 2:27,9     | 5,73       | 15.        | 25,15      | 26.        |
| Jack Reddish   | Összetett   | 3:12,3   | 9,71     | 19.      | 1:14,1     | 9.         | 1:08,8     | 8.         | 2:22,9     | 3,53       | 8.         | 13,24      | 12.        |

Női
| Versenyző            | Versenyszám | 1. futam | 1. futam | 2. futam | 2. futam | Összesítés | Összesítés |
| Versenyző            | Versenyszám | Idő      | Hely.    | Idő      | Hely.    | Idő        | Helyezés   |
| -------------------- | ----------- | -------- | -------- | -------- | -------- | ---------- | ---------- |
| Becky Cremer         | Lesiklás    |          |          |          |          | 2:44,2     | 22.        |
| Gretchen Fraser      | Lesiklás    |          |          |          |          | 2:37,1     | 13.        |
| Gretchen Fraser      | Műlesiklás  | 59,7     | 1.       | 57,5     | 2.*      | 1:57,2     |            |
| Brynhild Grasmoen    | Lesiklás    |          |          |          |          | 2:36,0     | 12.        |
| Brynhild Grasmoen    | Műlesiklás  | 1:05,6   | 12.      | 1:04,0   | 12.      | 2:09,6     | 9.         |
| Paula Kann           | Lesiklás    |          |          |          |          | 2:49,0     | 28.        |
| Paula Kann           | Műlesiklás  | 1:07,8   | 16.      | 1:02,0   | 9.*      | 2:09,8     | 11.        |
| Andrea Mead-Lawrence | Lesiklás    |          |          |          |          | 3:03,1     | 35.        |
| Andrea Mead-Lawrence | Műlesiklás  | 1:05,1   | 11.      | 1:03,7   | 11.      | 2:08,8     | 8.         |
| Ruth-Marie Stewart   | Lesiklás    |          |          |          |          | 2:42,0     | 20.        |

| Versenyző            | Versenyszám | Lesiklás | Lesiklás | Lesiklás | Műlesiklás | Műlesiklás | Műlesiklás | Műlesiklás | Műlesiklás | Műlesiklás | Műlesiklás | Összesítés | Összesítés |
| Versenyző            | Versenyszám | Lesiklás | Lesiklás | Lesiklás | 1. futam   | 1. futam   | 2. futam   | 2. futam   | Össz.      | Össz.      | Össz.      | Összesítés | Összesítés |
| Versenyző            | Versenyszám | Idő      | Pont     | Hely.    | Idő        | Hely.      | Idő        | Hely.      | Idő        | Pont       | Hely.      | Pont       | Helyezés   |
| -------------------- | ----------- | -------- | -------- | -------- | ---------- | ---------- | ---------- | ---------- | ---------- | ---------- | ---------- | ---------- | ---------- |
| Becky Cremer         | Összetett   | 2:44,2   | 10,11    | 17.      | 1:09,4     | 15.        | 1:12,5     | 20.        | 2:21,9     | 11,90      | 20.        | 22,01      | 17.        |
| Gretchen Fraser      | Összetett   | 2:37,1   | 5,50     | 11.      | 1:01,8     | 2.*        | 59,2       | 1.         | 2:01,0     | 1,45       | 2.         | 6,95       |            |
| Andrea Mead-Lawrence | Összetett   | 3:03,1   | 22,14    | 27.      | 1:03,8     | 6.*        | 1:11,7     | 18.        | 2:15,5     | 8,70       | 11.        | 30,84      | 21.        |
| Ruth-Marie Stewart   | Összetett   | 2:42,0   | 8,58     | 16.      | 1:09,8     | 16.        | 1:06,6     | 11.        | 2:16,4     | 9,15       | 12.        | 17,73      | 16.        |

* - egy másik versenyzővel azonos eredményt ért el

## Bob
| Versenyző                                                  | Versenyszám | 1. futam | 1. futam | 2. futam | 2. futam | 3. futam | 3. futam | 4. futam | 4. futam | Összesítés | Összesítés |
| Versenyző                                                  | Versenyszám | Idő      | Hely.    | Idő      | Hely.    | Idő      | Hely.    | Idő      | Hely.    | Idő        | Helyezés   |
| ---------------------------------------------------------- | ----------- | -------- | -------- | -------- | -------- | -------- | -------- | -------- | -------- | ---------- | ---------- |
| Tuffield A. Latour Leo J. Martin                           | Kettes      | 1:24,9   | 4.       | 1:24,8   | 6.       | 1:24,1   | 8.       | 1:25,4   | 12.      | 5:39,2     | 9.         |
| Frederick Fortune Schuyler Carron                          | Kettes      | 1:25,5   | 8.       | 1:24,1   | 3.       | 1:22,5   | 3.       | 1:23,2   | 3.       | 5:35,3     |            |
| James Bickford Thomas Hicks Donald Dupree William Dupree   | Négyes      | 1:17,4   | 5.       | 1:20,7   | 2.       | 1:21,8   | 4.       | 1:21,6   | 2.       | 5:21,5     |            |
| Francis Tyler Patrick Martin Edward Rimkus William D'Amico | Négyes      | 1:17,1   | 2.       | 1:19,6   | 1.       | 1:21,4   | 1.*      | 1:22,0   | 5.       | 5:20,1     |            |

* - egy másik csapattal azonos eredményt ért el

## Északi összetett
| Versenyző           | Sífutás | Sífutás | Sífutás | Síugrás  | Síugrás  | Síugrás  | Síugrás | Síugrás | Összesítés | Összesítés |
| Versenyző           | Sífutás | Sífutás | Sífutás | 1. ugrás | 2. ugrás | 3. ugrás | Össz.   | Össz.   | Összesítés | Összesítés |
| Versenyző           | Idő     | Pont    | Hely.   | Távolság | Távolság | Távolság | Pont    | Hely.   | Pont       | Helyezés   |
| ------------------- | ------- | ------- | ------- | -------- | -------- | -------- | ------- | ------- | ---------- | ---------- |
| Corey Engen         | 1:37:24 | 132,0   | 34.     | 65,5     | (59,0)   | 64,0     | 214,8   | 3.      | 346,80     | 26.        |
| Don Johnson         | 1:32:03 | 157,5   | 28.     | 57,0     | (56,5)   | 59,0     | 187,6   | 27.     | 345,10     | 27.        |
| Ralph Townsend, Jr. | 1:37:12 | 138,0   | 33.     | (54,5)   | 61,0     | 58,0     | 188,7   | 24.     | 326,70     | 33.        |
| Gordy Wren          | 1:40:12 | 120,0   | 36.     | 66,5~    | 68,5     | (66,0)   | 220,2   | 2.      | 340,20     | 29.        |

~ - az ugrás során elesett

## Gyorskorcsolya
| Versenyző        | Versenyszám | Eredmény | Helyezés |
| ---------------- | ----------- | -------- | -------- |
| Ken Bartholomew  | 500 m       | 43,2     | *        |
| Ray Blum         | 1500 m      | 2:23,4   | 20.      |
| Ray Blum         | 5000 m      | 8:54,4   | 17.      |
| Bobby Fitzgerald | 500 m       | 43,2     | *        |
| Bobby Fitzgerald | 1500 m      | 2:27,0   | 28.      |
| Ken Henry        | 500 m       | 43,3     | 5.       |
| Ken Henry        | 1500 m      | 2:24,6   | 22.      |
| Ken Henry        | 5000 m      | 8:56,0   | 18.      |
| Del Lamb         | 500 m       | 43,6     | 6.*      |
| Sonny Rupprecht  | 5000 m      | 8:58,4   | 21.      |
| Sonny Rupprecht  | 10 000 m    | 21:20,3  | 17.      |
| Art Seaman       | 10 000 m    | 21:34,8  | 18.      |
| Buddy Solem      | 5000 m      | 9:10,4   | 27.      |
| Buddy Solem      | 10 000 m    | 26:22,4  | 19.      |
| Johnny Werket    | 1500 m      | 2:20,2   | 6.       |
| Johnny Werket    | 10 000 m    | 19:44,0  | 11.      |

* - egy másik versenyzővel azonos eredményt ért el

## Jégkorong
Az Egyesült Államok két jégkorongcsapattal jelent meg, az Amerikai Olimpiai Bizottság által küldött mellett külön csapatot állított ki az Amerikai Jégkorongszövetség is. A jégkorongszövetség csapata rendelkezett IIHF-tagsággal, de az Amerikai Olimpiai Bizottság a másik csapat részvételét támogatta volna. A tornán a Nemzetközi Olimpiai Bizottság döntése értelmében csak versenyen kívül vehetett részt a jégkorongszövetség csapata.
| Amerikai férfi jégkorongcsapat-játékoskeret                                | Amerikai férfi jégkorongcsapat-játékoskeret                                | Amerikai férfi jégkorongcsapat-játékoskeret                  |
| -------------------------------------------------------------------------- | -------------------------------------------------------------------------- | ------------------------------------------------------------ |
| - Robert Baker - Bob Boeser - Bruce Cunliffe - Jack Garrity - Donald Geary | - Goodwin Harding - Jack Kirrane - Bruce Mather - Al Opsahl - Fred Pearson | - Stan Priddy - Jack Riley - Herb Vaningen - Ralph Warburton |

### Eredmények
| 1948. január 30. | Svájc (SUI) | 5 – 4 (1–0, 1–1, 3–3) | Egyesült Államok | St. Moritz |

|  |  |  |  |  |
|  |  |  |  |  |
|  |  |  |  |  |
|  |  |  |  |  |

| 1948. január 31. | Egyesült Államok (USA) | 23 – 4 (5–0, 9–1, 9–3) | Lengyelország | St. Moritz |

|  |  |  |  |  |
|  |  |  |  |  |
|  |  |  |  |  |
|  |  |  |  |  |

| 1948. február 1. | Egyesült Államok (USA) | 31 – 1 (6–0, 11–1, 14–0) | Olaszország | St. Moritz |

|  |  |  |  |  |
|  |  |  |  |  |
|  |  |  |  |  |
|  |  |  |  |  |

| 1948. február 3. | Egyesült Államok (USA) | 5 – 2 (2–0, 2–1, 1–1) | Svédország | St. Moritz |

|  |  |  |  |  |
|  |  |  |  |  |
|  |  |  |  |  |
|  |  |  |  |  |

| 1948. február 5. | Kanada (CAN) | 12 – 3 (3–1, 4–0, 5–2) | Egyesült Államok | St. Moritz |

|  |  |  |  |  |
|  |  |  |  |  |
|  |  |  |  |  |
|  |  |  |  |  |

| 1948. február 6. | Egyesült Államok (USA) | 13 – 2 (4–2, 4–0, 5–0) | Ausztria | St. Moritz |

|  |  |  |  |  |
|  |  |  |  |  |
|  |  |  |  |  |
|  |  |  |  |  |

| 1948. február 7. | Egyesült Államok (USA) | 4 – 3 (1–1, 2–0, 1–2) | Nagy-Britannia | St. Moritz |

|  |  |  |  |  |
|  |  |  |  |  |
|  |  |  |  |  |
|  |  |  |  |  |

| 1948. február 8. | Csehszlovákia (TCH) | 4 – 3 (3–1, 1–2, 0–0) | Egyesült Államok | St. Moritz |

|  |  |  |  |  |
|  |  |  |  |  |
|  |  |  |  |  |
|  |  |  |  |  |

Végeredmény
| Helyezés | Csapat                 | M | Gy | D | V | G+ | G–  | Gk   | P   |
| --- | ---------------------- | - | -- | - | - | -- | --- | ---- | --- |
| Arany | Kanada (CAN)           | 8 | 7  | 1 | 0 | 69 | 5   | +64  | 15* |
| Ezüst | Csehszlovákia (TCH)    | 8 | 7  | 1 | 0 | 80 | 18  | +62  | 15* |
| Bronz | Svájc (SUI)            | 8 | 6  | 0 | 2 | 67 | 21  | +46  | 12  |
| 4. | Svédország (SWE)       | 8 | 4  | 0 | 4 | 55 | 28  | +27  | 8   |
| 5. | Nagy-Britannia (GBR)   | 8 | 3  | 0 | 5 | 39 | 47  | –8   | 6   |
| 6. | Lengyelország (POL)    | 8 | 2  | 0 | 6 | 29 | 97  | –68  | 4   |
| 7. | Ausztria (AUT)         | 8 | 1  | 0 | 7 | 33 | 77  | –44  | 2   |
| 8. | Olaszország (ITA)      | 8 | 0  | 0 | 8 | 24 | 156 | –132 | 0   |
| Az Egyesült Államok csapata csak versenyen kívül vehetett részt, mert nem az Amerikai Olimpiai Bizottság, hanem az Amerikai Jégkorongszövetség által összeállított csapat volt. |                        |   |    |   |   |    |     |      |     |
| – | Egyesült Államok (USA) | 8 | 5  | 0 | 3 | 86 | 33  | +53  | 10  |

* - Azonos pontszám esetén a jobb gólkülönbség döntött.
| Csapat           | Helyezés        |
| ---------------- | --------------- |
| Egyesült Államok | versenyen kívül |

## Műkorcsolya
| Versenyző                      | Versenyszám  | Kötelező elemek   | Kötelező elemek | Kűr               | Kűr   | Összesítés                     | Összesítés                     | Összesítés                     | Összesítés                     | Összesítés                     | Összesítés                     | Összesítés                     | Összesítés                     | Összesítés                     | Összesítés                     | Összesítés                     | Összesítés        | Összesítés  | Összesítés | Összesítés |
| Versenyző                      | Versenyszám  | Kötelező elemek   | Kötelező elemek | Kűr               | Kűr   | Helyezési pontszámok bírónként | Helyezési pontszámok bírónként | Helyezési pontszámok bírónként | Helyezési pontszámok bírónként | Helyezési pontszámok bírónként | Helyezési pontszámok bírónként | Helyezési pontszámok bírónként | Helyezési pontszámok bírónként | Helyezési pontszámok bírónként | Helyezési pontszámok bírónként | Helyezési pontszámok bírónként | Több. hely. száma | Hely. össz. | Pont       | Helyezés   |
| Versenyző                      | Versenyszám  | Több. hely. száma | Hely.           | Több. hely. száma | Hely. | 1                              | 2                              | 3                              | 4                              | 5                              | 6                              | 7                              | 8                              | 9                              | 10                             | 11                             | Több. hely. száma | Hely. össz. | Pont       | Helyezés   |
| ------------------------------ | ------------ | ----------------- | --------------- | ----------------- | ----- | ------------------------------ | ------------------------------ | ------------------------------ | ------------------------------ | ------------------------------ | ------------------------------ | ------------------------------ | ------------------------------ | ------------------------------ | ------------------------------ | ------------------------------ | ----------------- | ----------- | ---------- | ---------- |
| Dick Button                    | Férfi egyéni | 6×1+              | 1.              | 9×1+              | 1.    | 1,0                            | 2,0                            | 1,0                            | 1,0                            | 1,0                            | 1,0                            | 1,0                            | 1,0                            | 1,0                            |                                |                                | 8×1+              | 10,0        | 1720,6     |            |
| John Lettengarver              | Férfi egyéni | 5×4+              | 4.              | 5×3+              | 2.    | 3,0                            | 4,0                            | 2,0                            | 5,0                            | 6,0                            | 4,0                            | 2,0                            | 3,0                            | 7,0                            |                                |                                | 6×4+              | 36,0        | 1587,6     | 4.         |
| James Grogan                   | Férfi egyéni | 5×9+              | 9.              | 5×5+              | 6.    | 6,0                            | 7,0                            | 4,0                            | 8,0                            | 10,0                           | 6,0                            | 6,0                            | 5,0                            | 10,0                           |                                |                                | 5×6+              | 62,0        | 1518,4     | 6.         |
| Yvonne Sherman                 | Női egyéni   | 7×8+              | 8.              | 5×6+              | 5.    | 9,0                            | 7,0                            | 7,0                            | 8,0                            | 5,0                            | 6,0                            | 6,0                            | 7,0                            | 7,0                            |                                |                                | 7×7+              | 62,0        | 1348,5     | 6.         |
| Gretchen Merrill               | Női egyéni   | 5×6+              | 6.              | 5×12+             | 11.   | 4,0                            | 5,0                            | 8,0                            | 7,0                            | 8,0                            | 9,0                            | 8,0                            | 9,0                            | 15,0                           |                                |                                | 6×8+              | 73,0        | 1336,2     | 8.         |
| Eileen Seigh                   | Női egyéni   | 6×16+             | 11.             | 5×10+             | 10.   | 12,0                           | 15,0                           | 13,0                           | 13,0                           | 10,0                           | 15,0                           | 7,0                            | 15,0                           | 10,0                           |                                |                                | 6×13+             | 110,0       | 1297,0     | 11.        |
| Yvonne Sherman Robert Swenning | Páros        |                   |                 |                   |       | 5,0                            | 3,0                            | 9,0                            | 5,0                            | 4,0                            | 5,0                            | 5,0                            | 4,5                            | 4,5                            | 5,0                            | 3,0                            | 10×5+             | 53,0        | 116,4      | 4.         |
| Karol Kennedy Peter Kennedy    | Páros        |                   |                 |                   |       | 4,0                            | 6,0                            | 2,5                            | 8,5                            | 6,5                            | 6,0                            | 6,0                            | 4,5                            | 7,5                            | 4,0                            | 4,0                            | 8×6+              | 59,5        | 115,9      | 6.         |

## Sífutás
| Versenyző           | Versenyszám | Eredmény | Helyezés |
| ------------------- | ----------- | -------- | -------- |
| Wendell Broomhall   | 18 km       | 1:31:40  | 65.      |
| Corey Engen         | 18 km       | 1:37:24  | 75.      |
| Don Johnson         | 18 km       | 1:32:03  | 66.      |
| Ralph Townsend, Jr. | 18 km       | 1:37:12  | 74.      |
| Gordy Wren          | 18 km       | 1:40:12  | 77.      |

## Síugrás
| Versenyző       | 1. ugrás | 2. ugrás | Összesítés | Összesítés |
| Versenyző       | Távolság | Távolság | Pont       | Helyezés   |
| --------------- | -------- | -------- | ---------- | ---------- |
| Walter Bietila  | 61,0     | 64,0~    | 142,9      | 42.        |
| Joe Perrault    | 61,0     | 67,0     | 207,0      | 15.        |
| Sverre Fredheim | 66,0     | 65,0     | 210,1      | 12.        |
| Gordy Wren      | 68,0     | 68,5     | 222,8      | 5.         |

~ - az ugrás során elesett

## Szkeleton
| Versenyző       | 1. futam | 1. futam | 2. futam | 2. futam | 3. futam | 3. futam | 4. futam      | 4. futam      | 5. futam | 5. futam | 6. futam | 6. futam | Összesítés | Összesítés |
| Versenyző       | Idő      | Hely.    | Idő      | Hely.    | Idő      | Hely.    | Idő           | Hely.         | Idő      | Hely.    | Idő      | Hely.    | Idő        | Helyezés   |
| --------------- | -------- | -------- | -------- | -------- | -------- | -------- | ------------- | ------------- | -------- | -------- | -------- | -------- | ---------- | ---------- |
| John Heaton     | 48,1     | 5.       | 47,4     | 1.       | 47,7     | 2.       | 1:00,0        | 2.            | 1:00,2   | 1.*      | 1:01,2   | 5.       | 5:24,6     |            |
| William Johnson | 47,7     | 2.       | 48,4     | 5.*      | 48,0     | 4.       | nem ért célba | nem ért célba | kiesett  | kiesett  | kiesett  | kiesett  | kiesett    | kiesett    |
| Mac MacCarthy   | 48,8     | 8.*      | 48,3     | 4.       | 49,4     | 12.      | 1:03,6        | 9.            | 1:02,7   | 9.       | 1:02,7   | 8.       | 5:35,5     | 8.         |
| William Martin  | 47,8     | 3.       | 49,2     | 11.      | 48,2     | 5.       | 1:00,7        | 3.            | 1:01,6   | 5.*      | 1:00,5   | 3.       | 5:28,0     | 4.         |

* - egy másik versenyzővel azonos eredményt ért el